# 马托克斯-肯德尔合成

马托克斯-肯德尔合成

马托克斯-肯德尔合成（英語：Mattox-Kendall synthesis）得名于化学家弗农·R·马托克斯和E·C·肯德尔（1886-1972）。该反应首次于1948年发表，是类固醇化学中的一个重要反应，描述了α-溴代酮类与2,4-二硝基苯肼作用，形成二硝基苯腙，进一步与丙酮酸反应，得到α,β-不饱和酮。